# Lenguas mirndi
Las lenguas mirndi o mindi son una pequeña familia lingüística de lenguas aborígenes australianas habladas en Territorio del Norte de Australia. La familia consta de dos subgrupos, las lenguas yirram y las lenguas de West Barkly separados entre sí unos 200 km, separados por las lenguas ngumpin que se interponen entre ambos grupos.
La principal diferencia entre ambos subgrupos es que mientras que las lenguas yirram son todas prefijantes como la mayor parte de las Lenguas no pama-ñunganas, las lenguas de Brakly occidental son todas preferentemente sufijantes como las lenguas pama-ñunganas.
El nombre de la familia deriva de la forma de dual inclusiva del pronombre 'nosotros' que comparten todas las lenguas de la familia en la forma mind- o mirnd-.

## Clasificación
La propuesta de parentesco ha tenido aceptación general tras haber sido establecida inicialmente por Neil Chadwick a principio de los años 1980. El parentesco filogenético se basa primordialmente en su morfología y la lexicoestadística, siendo la evidencia más fuerte la que se encuentra en los pronombres. Sin embargo, existen muy pocas otras similitudes sistemáticas en otras áreas de la gramática, que arrojan ciertas dudas sobre la clasificación del Mirndi, haciéndolo menos seguro que otros grupos establecidos.

|  | Nungali   |
|  |           |
|  | Jaminjung |
|  |           |

|          | Jingulu                                             |
|          |                                                     |
| Oriental | \| \| Ngarnka \| \| \| \| \| \| Wambaya \| \| \| \| |
|          | \| \| Ngarnka \| \| \| \| \| \| Wambaya \| \| \| \| |
|          | Ngarnka                                             |
|          |                                                     |
|          | Wambaya                                             |
|          |                                                     |

|  | Ngarnka |
|  |         |
|  | Wambaya |
|  |         |

|  | Nungali   |
|  |           |
|  | Jaminjung |
|  |           |

|          | Jingulu                                             |
|          |                                                     |
| Oriental | \| \| Ngarnka \| \| \| \| \| \| Wambaya \| \| \| \| |
|          | \| \| Ngarnka \| \| \| \| \| \| Wambaya \| \| \| \| |
|          | Ngarnka                                             |
|          |                                                     |
|          | Wambaya                                             |
|          |                                                     |

|  | Ngarnka |
|  |         |
|  | Wambaya |
|  |         |

A estas lenguas podría añadirse el ngaliwurru. Sin embargo, es dudoso si debería considerarse una lengua diferente o simplemente un dialecto divergente del jaminjung. Lo mismo puede decirse del gudanji y el binbinka, aunque estos generalmente se consideran como dialectos del wambaya (y el gudanji podría la misma variedad que el ngarnka). Estos tres dialectos colectivamente se llaman lenguas del río McArthur.

## Léxico
Debido al estrecho contacto de las lenguas yirram y Barkly con las lenguas ngumpin y otras lenguas, muchos de los cognados entre el subgrupo yirram y el subgrupo Barkly de hecho son préstamos léxicos de origen ngumpin. Por ejemplo, mientras que la lengua jingulu (grupo Barkly) sólo comparte un 9% de su léxico con el ngaliwurru (grupo yirram), en cambio comparte el 28% del léxico con el mudburra, una lengua ngumpin vecina.
Dentro del subgrupo Barkly, el jingulu comparte el 29% y el 28% con sus parientes más próximos, el wambaya y el ngarnka, respectivamente. El ngarnka comparte el 60% de su vocabulario con el wambaya, mientras que el wambaya comparte el 60% de su vocabulario con el binbinka y el gudanji, respectivamente. Finalmente estos dos dialectos compartel el 88% de su vocabulario.

### Comparación léxica
Los numerales en las diversas lenguas mirndi son:
| GLOSA | Yirram                 | Yirram    | Yirram    | Barkly occidental | Barkly occidental | Barkly occidental | Barkly occidental        | Barkly occidental | Barkly occidental    | PROTO- MIRNDI |
| GLOSA | Jaminjung (Djaminjung) | Ngaliwuru | Nungali   | Allana            | Bingongina        | Gugandji          | Jingulu                  | Ngarndji          | Wambata              | PROTO- MIRNDI |
| ----- | ---------------------- | --------- | --------- | ----------------- | ----------------- | ----------------- | ------------------------ | ----------------- | -------------------- | ------------- |
| '1'   | juŋulʊk jungulug       |           | gadju     | gangúji           | yangálu           | gandawgi          | kuŋkubaɳu/ kungkubarnu   | ganggugja         | kaɳdawuka ɡarndawuɡa | *             |
| '2'   | (jirɐmə) jirrama       | yiram     | yiram     | kútjari           | kútjera           | gudjara           | (kuɟkaraɳi) kujkarrarni  | gudjaranlu        | (kuɟara) gujarra     | *kútjara-     |
| '3'   | (murgʊn) murrgun       | murgun    | yidanmulu | murgúnji          | murkúna           | murgunga          | (murkunbala) murrkunbala |                   | (murkun) murrgun     | *murrkun      |
| '4'   | 2+2/ lubayi            |           |           | kaijádji          | dádu              |                   | 2+2                      |                   | kaɳkuɟ ɡarnɡuj       | *             |
| '5'   | 2+2+1/ wujuja          |           |           | pukáni            |                   |                   | maɳɖamaɳɖa marndamarnda  |                   | kaɳkuɟ ɡarnɡuj       |               |

Los numerales para '2' y '3' podrían ser préstamos de lenguas pama-ñunganas, principalmente las lenguas ngumbin.